# Scuola Rinpa

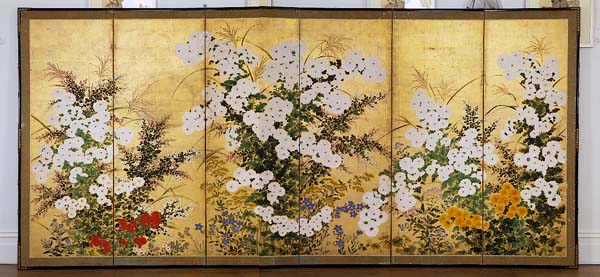
Paesaggio primaverile, pittore Rinpa sconosciuto, XVIII secolo.

La scuola Rinpa (琳派?) è una delle più importanti scuole storiche della pittura giapponese. Fu creata nel XVII secolo a Kyoto da Hon'ami Kōetsu e Tawaraya Sōtatsu. Circa cinquant'anni più tardi, lo stile fu consolidato dai fratelli Ogata Kōrin e Ogata Kenzan. Il termine "Rinpa" è un'abbreviazione composta dall'ultima sillaba di "Kōrin" e dalla parola "scuola" (派?, ha, poi trasformatasi in pa), e fu coniata nel periodo Meiji. In precedenza, lo stile era denominato a seconda dei casi come "scuola Kōetsu" (光悦派?), "scuola Kōetsu-Kōrin" (光悦光琳派?) o "scuola Sōtatsu-Kōrin" (宗達光琳派?).

## Storia

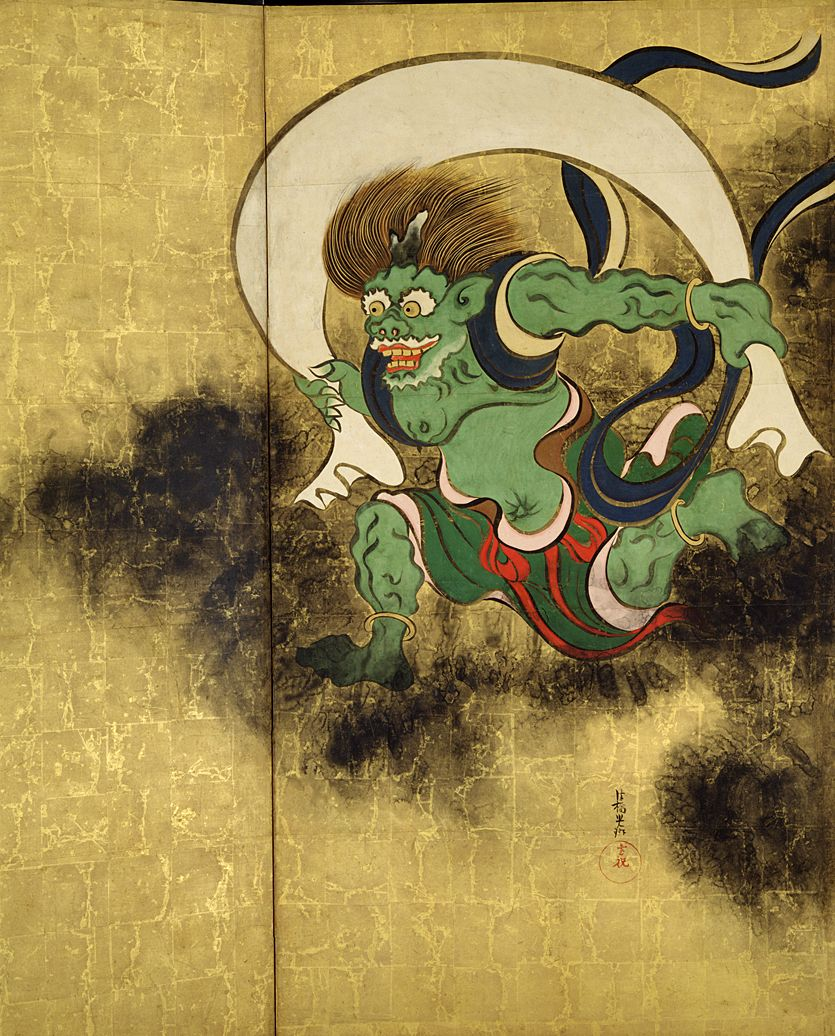
Porzione dell'opera di Sōtatsu Fūjin Raijin-zu

Hon'ami Kōetsu fondò una comunità artistica di artigiani, sostenuta da dei ricchi mercanti della setta buddhista Nichiren, a Takagamine, a nord-est di Kyoto, nel 1615. Sia l'élite di ricchi mercanti cittadini, sia le vecchie famiglie aristocratiche di Kyoto, favorirono le arti che seguivano le tradizioni classiche. Kōetsu fu obbligato a produrre numerose opere in ceramica, calligrafia e makie.
Il suo collaboratore, Tawaraya Sōtatsu mantenne un atelier a Kyoto e produsse quadri commerciali, ventagli ornamentali e paraventi byōbu. Sōtatsu si specializzò anche nella creazione di stampe colorate con sfondi dorati o argentati, Kōetsu lo assistette aggiungendo elementi calligrafici.
Entrambi gli artisti provenivano da famiglie culturalmente rilevanti; Kōetsu proveniva da una famiglia di fabbri che aveva servito la corte imperiale e grandi signori della guerra, Oda Nobunaga e Toyotomi Hideyoshi, oltre agli shōgun del clan Ashikaga. Il padre di Kōetsu valutava le spade per il clan Maeda, cosa che fece anche lo stesso Kōetsu. Tuttavia, Kōetsu era meno interessato alle spade, le sue attenzioni erano più per la pittura, la calligrafia, i makie e la cerimonia del tè giapponese (creò diverse ciotole da tè con la tecnica Raku). La sua pittura era sgargiante, ricordando lo stile aristocratico del periodo Heian.
Sōtatsu, come Kōetsu, si cimentò anche nello stile classico yamato-e, ma fu pioniere in una nuova tecnica con contorni audaci e colori suggestivi. Una delle sue opere più famose è costituita dai byōbu Dei del vento e del tuono (風神雷神図?, Fūjin Raijin-zu) al tempio Kennin-ji di Kyoto e "Matsushima" (松島?) alla Freer Gallery.

## Sviluppi successivi

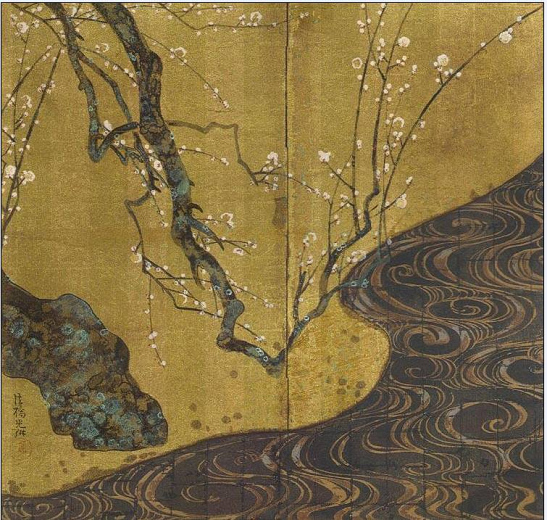
Dettaglio del paravento Pruni rossi e bianchi di Ogata Kōrin.

La scuola Rinpa fu rianimata durante l'era Genrouku (1688-1704) da parte di Ogata Kōrin e di suo fratello minore Ogata Kenzan, figli di facoltoso mercante tessile di Kyoto. Le innovazioni dei Kōrin consistevano nella rappresentazione della natura in modo astratto, tramite l'utilizzo di numerosi colori e tonalità di gradazioni, e nella mescolanza di colori sulla superficie, per ottenere effetti eccentrici, così come nell'uso di materiali preziosi come l'oro e le perle.
Il suo capolavoro Prugni rossi e bianchi (紅白梅図?, Kōhakubai-zu) all'incirca del 1714-1715, è in esposizione al museo MOA Bijutsukan di Atami, Shizuoka. Una composizione drammatica, che stabilì la direzione della scuola Rinpa per il resto della sua storia. Kōrin collaborò con Kenzan nel dipingere disegni e calligrafie sulle ceramiche del fratello. Kenzan rimase a Kyoto come vasaio fino alla morte di Kōrin nel 1716, quando iniziò a dipingere professionalmente. Gli altri artisti Rinpa attivi in questo periodo erano Tatebayashi Kagei, Tawaraya Sori, Watanabe Shiko, Fukae Roshu e Nakamura Hochu.

## Periodo moderno
La scuola Rinpa fu rianimata nuovamente nel XIX secolo a Edo da Sakai Hōitsu (1761-1828), un artista della scuola Kanō, la cui famiglia era stata tra gli sponsor di Ogata Kōrin. Sakai produsse una serie di 100 xilografie, basate sui dipinti di Kōrin. Sakai dipinse Erbe estive e autunnali (夏秋草図?, Natsu akikusa-zu) sul retro dell'opera di Kōrin Dei del vento e del tuono; l'opera di Sakai è visibile presso il Museo nazionale di Tokyo.
I dipinti dei primi artisti Rinpa sono stati antologizzati in piccoli libretti tascabili come il Korin gafu di Nakamura Hochu, pubblicato per la prima volta nel 1806. Questo fu seguito dalla pubblicazione originale di Sakai Hōitsu, chiamata Osun gafu, nel 1817.
Sakai ebbe numerosi studenti, che portarono il movimento avanti fino al tardo XIX secolo, quando fu incorporato nel movimento Nihonga di Okakura Kakuzō e di altri pittori. L'influenza della Rinpa fu forte per tutto il primo periodo moderno, e ancora oggi i disegni in stile Rinpa mantengono una certa popolarità. Uno degli ultimi artisti Rinpa noti è Kamisaka Sekka.

## Stile
Gli artisti Rinpa lavorarono in vari formati, in particolare paraventi, ventagli, pergamene, xilografie su libri stampati, ceramiche e tessuti dei kimono. Molti dipinti Rinpa furono usati per le porte scorrevoli e per le pareti (fusuma) di abitazioni nobiliari.
I soggetti e lo stile furono spesso presi in prestito dalle tradizioni yamato-e del periodo Heian, con elementi del sumi-e, dai dipinti di volatili e fiori del periodo cinese Ming così come dal periodo Momoyama. I dipinti stereotipati standard in stile Rinpa coinvolgono semplici soggetti naturali come uccelli, piante e fiori, con uno sfondo riempito con foglie d'oro. L'accento sul design raffinato e sulla tecnica divenne più pronunciato con lo sviluppo dello stile Rinpa.

## Artisti Rinpa
- Honami Kōetsu
- Tawaraya Sōtatsu
- Ogata Kōrin
- Ogata Kenzan
- Sakai Hōitsu
- Kamisaka Sekka